# Хавеман, Флориан
Фло́риан Ха́веман (нем. Florian Havemann; род. 12 января 1952, Берлин) — немецкий писатель, художник и композитор.

## Биография
Сын известного диссидента Роберта Хавемана. В 1968 году Флориан Хавеман был арестован за участие в протестах против подавления Пражской весны. Являлся самым молодым участником протестного движения в ГДР, в котором также участвовали Розита Хунцингер, Ганс-Юрген Усцкорайт, Эрика-Доротея Бертхольд, Томас Браш, Занда Вайгль и брат Флориана Франк. Все протестовавшие отсидели три месяца в следственном изоляторе Министерства государственной безопасности ГДР в Хоэншёнхаузене и были осуждены по обвинению в антигосударственной пропаганде. В ноябре 1968 года наказание было заменено условным сроком, а Флориан Хавеман был направлен в тюрьму для малолетних в Луккау. В 1971 году Флориан Хавеман бежал в ФРГ.
Бегство из Республики, учинённое Флорианом Хавеманом, послужило для певца и диссидента ГДР Вольфа Бирмана поводом для написания песни Enfant perdu, в которой Бирман критикует поступок Хавемана, хотя впоследствии ему самому пришлось остаться в ФРГ после того, как его лишили гражданства после концерта в Кёльне 13 ноября 1976 года.
В ФРГ Хавеман учился в Высшей школе искусств в Западном Берлине на художника сцены. В 1999 году по предложению Партии демократического социализма был назначен судебным заседателем в Конституционном суде земли Бранденбург и исполнял свои обязанности в течение двух лет. В 2002 году являлся кандидатом на выборах в бундестаг в списке ПДС Саксонии.
Хавеман занимается драматургией и написал пьесы «Шпеер» (об Альберте Шпеере) и «Роза» (о Розе Люксембург), а также пишет музыку для театра. В 2005—2011 годах выступал одним из создателей интернет-издания «Журнал для неготовых мыслей» (Zeitschrift für unfertige Gedanken).
Флориан Хавеман является автором сочинения в 1100 страниц под названием «Хавеман», по собственному определению «фактологического романа» о жизни его деда Ганса Хавемана, отца и его самого. Ещё до своей публикации «Хавеман» привлёк внимание общественности в ноябре 2007 года, поскольку в нём Флориан Хавеман приписал Вольфу Бирману роман с министром народного образования Маргот Хонеккер. Во избежание исков о клевете издательство Suhrkamp Verlag выпустило специальное заявление и отозвало весь тираж из книжных магазинов. В сентябре 2008 года вышло новое сокращённое издание. По решению земельного суда Берлина анонимная истица получила возмещение ущерба за упоминание в книге её настоящего имени и нелестное определение в её адрес «роковая женщина».